# كرايغ بودن
كرايغ بودن (بالإنجليزية: Craig Bowden)‏ هو لاعب غولف أمريكي، ولد في 18 يونيو 1968 في بيدفورد في الولايات المتحدة.

## وصلات خارجية
- كرايغ بودن على موقع رابطة لاعبي الغولف المحترفين (الإنجليزية)
- كرايغ بودن على موقع التصنيف العالمي الرسمي للغولف (الإنجليزية)